# 野田村 (愛媛県)
野田村（のだむら）は、愛媛県宇摩郡にあった村。現在の四国中央市土居町野田にあたる。

## 地理
- 海洋 ： 燧灘

## 歴史
- 1889年（明治22年）12月15日 - 町村制の施行により、近世以来の野田村が単独で自治体を形成。
- 1940年（昭和15年）2月11日 - 津根村と合併して長津村が発足。同日野田村廃止。

## 交通

### 鉄道路線
村域を鉄道省の予讃本線（現・予讃線）が通過したが、駅は所在しなかった。

### 道路
現在は旧村域に松山自動車道の土居インターチェンジが所在するが、当時は未開通。